# Eugenio Costa
La turbonave Eugenio Costa fu un transatlantico e in seguito nave da crociera battente bandiera italiana.

## Caratteristiche tecniche
A seguito dell'affondamento della Bianca C, avvenuto il 24 ottobre 1961, la società di navigazione "Giacomo Costa fu Andrea" ordinò una nuova nave ai Cantieri Riuniti dell'Adriatico (CRDA), utilizzando la liquidazione ottenuta dalle compagnie assicuratrici. Tale unità, denominata Eugenio C rappresentò di fatto l'ultimo transatlantico realizzato in Italia e ben presto divenne un simbolo di eleganza e modernità.
Impostata il 4 gennaio 1964 come "costruzione nº 1884", la nave si caratterizzava per la prora a clipper (detta anche "a collo di cigno") progettata dall'ing. Nicolò Costanzi, direttore dei citati cantieri; la poppa risultava slanciata, del tipo incrociatore, con un riquadro sotto la linea di galleggiamento che aveva lo scopo di ridurre l'onda di poppa conferendo un migliore rendimento della carena.
Per velocizzare i tempi di costruzione come richiesto dall'armatore, si sfruttarono alcuni componenti già realizzati per altre navi. Il numero di assemblaggio assegnato dai cantieri fu l'850, il numero di completamento il 593.
La nave fu fin dall'origine concepita sia come transatlantico per i traffici con il Sud America, che come unità da crociera, anticipando alcune soluzioni divenute oggi standard per questo secondo tipo di navi e rappresentando di fatto un elemento di transizione fra una tipologia e l'altra di trasporto. Gli interni, progettati dall'architetto veneziano Nino Zoncada (che aveva fra l'altro già lavorato per la realizzazione della Franca C e la Michelangelo), erano contraddistinti da una spiccata uniformità progettuale; ciascuna delle sale pubbliche presenti nel ponte dei saloni era battezzata con il nome di una pietra preziosa il cui colore dominava gli arredi.
Gli alloggi erano dimensionati per ospitare 178 passeggeri di prima classe, 356 in classe turistica "A" e 1102 in classe turistica "B".
L'Eugenio C possedeva una coppia di stabilizzatori retrattili Denny-Brown, deflettori d'aria per proteggere i ponti scoperti, aria condizionata in ogni locale, 11 fra ascensori e montacarichi, 9 nastri trasportatori, 835 metri cubi di stive refrigerate. L'equipaggio era formato da 424 uomini.
Lo scafo risultò lungo 217,4 metri fuori tutto, con un'altezza di 14,7 metri, una larghezza di 29,03 metri e una stazza di 30.567 tonnellate; la propulsione era affidata a tre caldaie con due gruppi turboriduttori "CRDA-De Laval" i quali erogavano alle due eliche fino a 60.500 hp (55.000 hp in esercizio). La velocità massima era di 28 nodi. L'Eugenio C si distingueva per la sistemazione dell'apparato motore nella zona poppiera, con due fumaioli appaiati dalla forma caratteristica, studiata per ridurre al minimo il fastidio della ricaduta dei prodotti della combustione sui ponti passeggeri.

## Storia
La Eugenio C. è stata la più grande nave passeggeri costruita in Italia, per un armatore privato, senza deliberate e ufficiali sovvenzioni, ma comunque costruita negli stessi cantieri e negli stessi anni di quando venivano costruite grandissime navi della Flotta Italiana di Linea; essa rappresentava, nello stesso tempo, l'ultimo colosso di questo tipo uscito dal Cantiere navale di Monfalcone nell'ambito dei Cantieri Riuniti dell'Adriatico, che con questa nave completavano un periodo particolarmente felice che li aveva visti realizzare, in soli cinque anni, cinque grandi e lussuosi transatlantici (Raffaello, Galileo Galilei, Guglielmo Marconi, Oceanic ed Eugenio C. a Monfalcone).

### Primi viaggi e declino dei transatlantici
Varata a Monfalcone il 21 novembre 1964, la nave fu definitivamente consegnata alla Costa Armatori di Genova il 22 agosto 1966. Il 31 dello stesso mese fu intrapreso il viaggio inaugurale che da Genova toccò i porti di Lisbona, Rio de Janeiro, Montevideo e Buenos Aires, conquistando il record della traversata Lisbona - Rio alla velocità di 27,5 nodi.
Nel gennaio 1967 fu organizzata la prima crociera, con partenza da Genova e circumnavigazione dell'Africa.
Nell'ottobre 1977 l'Eugenio C compì la prima crociera di circumnavigazione del globo, partendo ancora una volta da Genova e toccando Alessandria, Bombay, Colombo, Penang, Singapore, Bangkok, Manila, Hong Kong, Kobe, Yokohama, Honolulu, San Francisco, Los Angeles, Acapulco, Cartagena e St.Thomas, con rientro nel porto ligure 15 dicembre.
Due anni dopo le cronache segnalano un episodio sfortunato: il 10 dicembre 1978, mentre era in navigazione da Funchal a Southampton in rientro dalla seconda crociera attorno al mondo, la nave venne sorpresa da una violenta burrasca nel Golfo di Guascogna, che provocò alcuni feriti e danni; l'Eugenio C riparò presso l'isola di Belle-Ile.
Gli anni seguenti si succedettero abbastanza tranquilli, con sei viaggi di linea per il Sud America nel 1981 e tre nel 1982; nell'agosto di tale anno venne inoltre compiuto un viaggio speciale Helensburgh - Quebec - Halifax - Gibilterra - Genova oltre ad alcuni trasferimenti stagionali in Sud America per attività crocieristica locale.
Nel dicembre 1984 un nuovo incidente: in uscita da Rio de Janeiro la nave entrò in collisione col cacciatorpediniere brasiliano Sergipe che manovrava nelle acque riservate ai mercantili, riportando danni alla fiancata. La crociera fu interrotta per le riparazioni del caso.

### Il servizio da crociera comeEugenio Costa
Gli anni successivi portarono importanti cambiamenti, a partire dal mutamento di nome della società armatrice, diventata nel 1986 Costa Crociere.
Cessati ormai da tempo i servizi passeggeri sulle linee transatlantiche, la nave subì nel 1987 una prima trasformazione per adattarla al servizio crocieristico, con il miglioramento nel comfort di numerose cabine con sistemazioni in classe unica, l'abolizione della terza piscina e sua sostituzione con due campi da tennis e l'ampliamento del salone soggiorno a poppa; in tale occasione il nome fu modificato in Eugenio Costa. Nell'ottobre dello stesso anno la nave era a Genova per lavori di sostituzione delle eliche al fine di ridurre le vibrazioni. I lavori si conclusero nell'ottobre 1987 presso i Cantieri Mariotti di Genova; i dati della nave vennero dunque aggiornati a 32753 tsl, 15851 tsn e 7682 tpl. La capacità risultava aumentata a 1419 passeggeri, con un equipaggio di 480 membri.
La nave rientrò in servizio il 1º dicembre 1987, per subire un'ulteriore modifica tecnica nel 1989: l'apparato motore venne revisionato e tarato a 39.000 CA, per una velocità di crociera di soli 22 nodi.
Il servizio regolare dell'Eugenio Costa proseguì negli anni successivi fino al 1993, quando fu previsto un suo trasferimento alla sussidiaria American Family Cruises come American Pioneer previo un rinnovamento dei saloni destinati all'intrattenimento dei bambini; l'annunciato programma della prima crociera sull'itinerario Miami, San Juan, Key West, Santo Domingo, previsto per il dicembre dello stesso anno, non ebbe però seguito.
Nell'ottobre 1994 nuovi lavori di rimodernamento vennero compiuti presso il Cantiere INMA della Spezia, al termine dei quali, il 3 dicembre, l'Eugenio Costa partì da Genova con un viaggio di posizionamento in Sud America per la stagione crocieristica invernale. Iniziò allora per l'ex Eugenio un periodo funestato da nuovi incidenti e problemi, che l'accompagneranno fino alla fine.
Il 3 febbraio 1995 l'Eugenio Costa passò formalmente in carico alla Prestige Cruises N.V. registrata a Monrovia; il 14 dello stesso mese, in manovra a Santos, la nave urtò con la prua della nave rinfusiera brasiliana Rio Assu che a sua volta urta un'altra rinfusiera, la panamense Marily; le tre unità registrano solo danni minori ed il viaggio continuò regolarmente.
Nel dicembre 1995 la nave fu infine venduta al cantiere Bremer Vulkan A.G. e registrata presso la Mascot Shipping di Monrovia, a parziale pagamento di una nuova unità, la Costa Victoria, continuando a essere gestita dalla Costa Crociere fino all'ottobre 1996. Dal novembre dello stesso anno l'Eugenio Costa venne messa in disarmo a Genova.

### Il periodo comeEdinburgh Castle

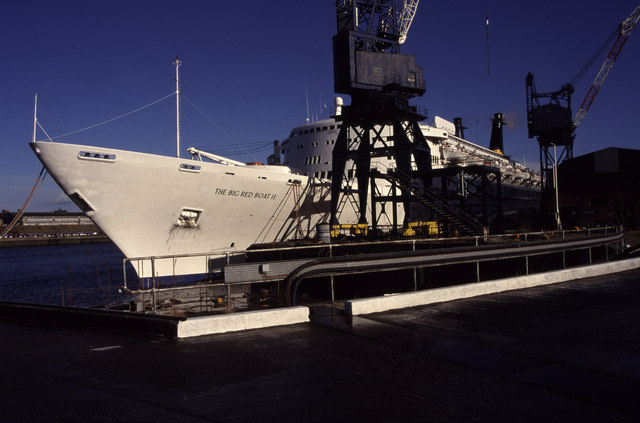
La Edinburgh Castle, qui col nome di The Big Red Boat II, ormeggiata ai cantieri Cammell Laird il 12 febbraio 2000 (cortesia Chris Allen, geograph.org.uk)

Nel 1997 la nave fu venduta alla società inglese Lowline Limited di Amersham per essere impiegata come nave da crociera. Ribattezzata Edinburgh Castle venne annunciato il suo impiego provvisorio nell'emisfero meridionale a cura della Direct Cruises, in attesa di operare sulle previste rotte da Liverpool e Glasgow. Per il suo ammodernamento furono spesi allora 12 milioni di dollari.
Il 17 novembre dello stesso anno, durante una navigazione da Genova alla volta di New York dove avrebbe dovuto funzionare da casinò galleggiante per la stagione invernale, l'unità andò in avaria totale in mare aperto (37° 39' N - 25° 25' W) per venire rimorchiata due giorni dopo dal rimorchiatore Fotiy Krylov, a Ponta Delgada da dove fu poi trasferita a Boston per le riparazioni del caso. Il 22 febbraio 1998 la nave giunse a New York per la prevista serie di crociere notturne.
Il 26 aprile 1998 iniziarono le crociere nel Mediterraneo con la prima partenza da Liverpool, ma già nel seguente mese di maggio, nel rientro dalla terza crociera, i passeggeri furono fatti sbarcare per motivi di sicurezza in seguito ad avaria al quadro di controllo. In agosto l'Edinburgh Castle venne sottoposta a rigoroso controllo sanitario dopo che due passeggeri risultarono aver contratto la legionellosi dopo una precedente crociera; a settembre, mentre era diretta in crociera nel Mediterraneo, la nave subì un'avaria al generatore elettrico e venne dirottata prima su Lisbona e poi su Cadice, dove il viaggio viene interrotto e i passeggeri rimpatriati. Ad ottobre la nave fu dunque nuovamente trasferita a Southampton, per sette settimane di lavori.
I guai però aumentarono: nel dicembre dello stesso anno l'unità venne posta sotto sequestro nella stessa Southampton a causa della situazione debitoria della Lowline; inizialmente rilasciata, fu nuovamente sequestrata il 5 gennaio 1999.
Nello stesso anno l'unità fu venduta al cantiere Cammell Laird e lasciò Southampton il 25 maggio per Hebburn on Tyne, dove iniziarono gli ennesimi lavori di ammodernamento.

### Gli ultimi servizi e la fine

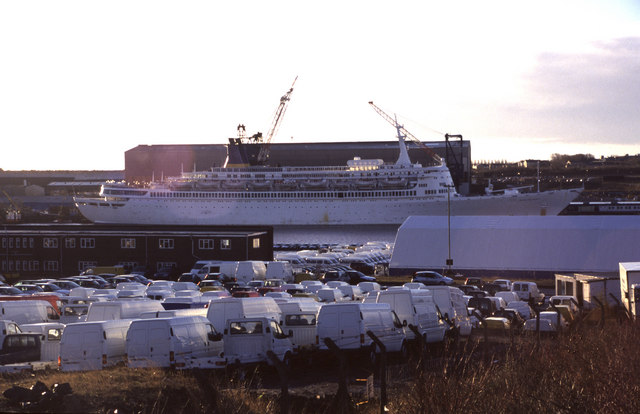
La ex Eugenio Costa, qui The Big Red Boat II, ancorata sul Tyne ai cantieri Cammell Laird il 12 febbraio 2000.

L'epilogo, nella tormentata storia dell'Eugenio C, iniziò nel gennaio del 2000. Ribattezzata The Big Red Boat II e registrata a Nassau, la nave venne noleggiata il mese dopo per cinque anni alla Premier Cruises e lasciò il cantiere per dirigersi verso le Bahamas, dove fu completato l'allestimento.
La prevista crociera inaugurale da New York venne però cancellata per ritardi ai lavori; durante il primo viaggio, posticipato all'11 giugno, la nave tranciò con l'ancora il cavo dell'energia elettrica a Jamestown, nel Rhode Island, provocando un black-out generale. Le crociere successive furono a loro volta annullate per problemi col condizionamento d'aria. La nave finì ancora una volta sotto sequestro a Freeport; la lunga storia di guasti meccanici ed elettrici rendeva del resto antieconomico un ennesimo ammodernamento da parte di un nuovo potenziale acquirente che avrebbe dovuto farsi carico di una trasformazione profonda, non essendo nel frattempo più ammessi dalle norme IMO i sistemi antincendio di bordo.
Si trattò dell'ultimo atto: ribattezzata a giugno 2003 con il nome tronco Red Boat, come da tradizione per le navi destinate alla demolizione, l'unità venne ceduta nell'ottobre successivo alla Argo Ship Management che la ritirò dal mercato.
La nave compì il suo ultimo viaggio nel 2005, attraversando il canale di Suez con i propri mezzi, nonostante un'età di oltre quarant'anni, fino alla baia di Alang, dov'è stata smantellata. Numerosi membri dell'equipaggio hanno dato vita, dopo la demolizione della nave, all'"Eugenio C Club", che si è dotato di un proprio sito internet e organizza periodicamente raduni allo scopo di mantenere viva la cultura legata alla nave.

## Nei mass media
- Un film interamente girato sull'Eugenio C. nel 1982/83 è Transatlantique. I protagonisti del film, oltre i due attori principali, sono passeggeri ed equipaggio e naturalmente la nave[6].
- L'Eugenio C ha avuto un breve primo piano nel film Roberto Carlos em Ritmo de Aventura (1968), in una scena in cui il protagonista, interpretato da Roberto Carlos Braga, atterra con un elicottero Hughes 269 nei pressi di Rio de Janeiro. Più recentemente, la nave è apparsa nel film di Neri Parenti Scuola di ladri - Parte seconda del 1987, con Massimo Boldi e Paolo Villaggio.
- Durante la prima puntata del varietà televisivo Scommettiamo che...?, il 6 aprile 1991, l'Eugenio Costa è stata protagonista di una particolare scommessa in collegamento dal porto di Genova: alla prua della nave è stata installata un'asta con un timbro alla sommità e il comandante Massimo Percivale e il suo equipaggio hanno scommesso di riuscire a vidimare una cartolina sospesa da una gru a 20 metri dal pelo dell'acqua. La scommessa, riuscita, è stata poi dichiarata come non superata da parte della Commissione (Michele Guardì) e dai notai del programma, che intendevano vidimata la cartolina solo apponendo il timbro sul francobollo. Fabrizio Frizzi, conduttore del programma insieme a Milly Carlucci, ha riletto i termini della scommessa, in cui non si faceva riferimento al francobollo, ma solo alla cartolina, facendo quindi dichiarare nuovamente valida la riuscita dell'impresa. L'inviato d'eccezione da Genova era Bruno Lauzi, che si trovava a bordo dell'Eugenio Costa[7].